# Kevin Gagné
Pour les articles homonymes, voir Gagné.
Kevin Gagné (né le 14 avril 1992 à Edmundston, dans la province du Nouveau-Brunswick au Canada) est un joueur professionnel canadien de hockey sur glace.

## Carrière de joueur
À partir de la saison 2008-2009, il rejoint les Sea Dogs de Saint-Jean de la Ligue de hockey junior majeur du Québec, équipe avec laquelle il évolue jusqu'au milieu de la saison 2012-2013, alors qu'il est échangé à l'Océanic de Rimouski. En mars 2013, il signe un contrat d'une durée de trois ans avec les Ducks d'Anaheim. 
Sa carrière junior terminée où il remporte le trophée Émile-Bouchard remis au meilleur défenseur de la ligue à sa dernière saison, il fait ses débuts en tant que professionnel lors de cette même saison avec les Admirals de Norfolk, équipe affiliée aux Ducks dans la Ligue américaine de hockey. 
Il joue deux saisons complètes avec les Admirals avant de s'exiler en Suède lors de la saison 2015-2016 avec le Mora IK en deuxième division suédoise alors qu'il est encore sous contrat avec les Ducks, le joueur ne figurant plus dans les plans de l'équipe californienne.

## Statistiques
| Saison    | Équipe                 | Ligue       |    | Saison régulière | Saison régulière | Saison régulière | Saison régulière | Saison régulière |   | Séries éliminatoires | Séries éliminatoires | Séries éliminatoires | Séries éliminatoires | Séries éliminatoires |
| Saison    | Équipe                 | Ligue       | PJ | B                | A                | Pts              | Pun              | PJ               | B | A                    | Pts                  | Pun                  |                      |                      |
| 2008-2009 | Sea Dogs de Saint-Jean | LHJMQ       | 48 | 3                | 3                | 6                | 20               | -                | - | -                    | -                    | -                    |                      |                      |
| 2008-2009 | Canada Atlantic U17    | WHC-17      | 5  | 0                | 2                | 2                | 0                | -                | - | -                    | -                    | -                    |                      |                      |
| 2009-2010 | Sea Dogs de Saint-Jean | LHJMQ       | 63 | 4                | 25               | 29               | 40               | 5                | 0 | 1                    | 1                    | 2                    |                      |                      |
| 2010-2011 | Sea Dogs de Saint-Jean | LHJMQ       | 59 | 6                | 26               | 32               | 34               | 19               | 2 | 5                    | 7                    | 4                    |                      |                      |
| 2011-2012 | Sea Dogs de Saint-Jean | LHJMQ       | 68 | 9                | 26               | 35               | 10               | 17               | 2 | 13                   | 15                   | 2                    |                      |                      |
| 2012-2013 | Sea Dogs de Saint-Jean | LHJMQ       | 31 | 11               | 23               | 34               | 14               | -                | - | -                    | -                    | -                    |                      |                      |
| 2012-2013 | Océanic de Rimouski    | LHJMQ       | 31 | 6                | 31               | 37               | 22               | 6                | 1 | 1                    | 2                    | 0                    |                      |                      |
| 2012-2013 | Admirals de Norfolk    | LAH         | 5  | 0                | 1                | 1                | 0                | -                | - | -                    | -                    | -                    |                      |                      |
| 2013-2014 | Admirals de Norfolk    | LAH         | 71 | 3                | 19               | 22               | 25               | 8                | 0 | 1                    | 1                    | 0                    |                      |                      |
| 2014-2015 | Admirals de Norfolk    | LAH         | 57 | 2                | 6                | 8                | 16               | -                | - | -                    | -                    | -                    |                      |                      |
| 2015-2016 | Mora IK                | Allsvenskan | 23 | 3                | 8                | 11               | 10               | 2                | 1 | 0                    | 1                    | 2                    |                      |                      |
| 2016-2017 | Mora IK                | Allsvenskan | 51 | 7                | 18               | 25               | 22               | 9                | 0 | 6                    | 6                    | 2                    |                      |                      |
| 2017-2018 | Rögle BK               | SHL         | 36 | 6                | 3                | 9                | 8                | -                | - | -                    | -                    | -                    |                      |                      |
| 2018-2019 | Mora IK                | SHL         | 46 | 4                | 17               | 21               | 14               | -                | - | -                    | -                    | -                    |                      |                      |
| 2019-2020 | Kölner Haie            | DEL         | 51 | 4                | 16               | 20               | 10               | -                | - | -                    | -                    | -                    |                      |                      |
| 2020-2021 | Kölner Haie            | DEL         | 34 | 2                | 10               | 12               | 12               | -                | - | -                    | -                    | -                    |                      |                      |
| 2021-2022 | As de St Basile        | CRL         | 7  | 3                | 7                | 10               | 4                | 7                | 8 | 10                   | 18                   | 4                    |                      |                      |
| 2022-2023 | As de St Basile        | CRL         | 21 | 22               | 38               | 60               | 14               | -                | - | -                    | -                    | -                    |                      |                      |

## Trophées et honneurs personnels
- 2010-2011 : 
  - champion de la Coupe du président avec les Sea Dogs de Sain-Jean.
  - champion de la Coupe Memorial avec les Sea Dogs de Saint-Jean.
- 2011-2012 : champion de la Coupe du Président avec les Sea Dogs de Saint-Jean.
- 2012-2013 :
  - remporte le trophée Émile-Bouchard remis au meilleur défenseur de la LHJMQ.
  - nommé dans la première équipe d'étoiles de la LHJMQ.